# دودلي بروكس
دودلي بروكس (بالإنجليزية: Dudley Brooks)‏ هو عازف جاز وملحن أمريكي، ولد في 22 ديسمبر 1913 في لوس أنجلوس في الولايات المتحدة، وتوفي بنفس المكان في 17 يوليو 1989.

## وصلات خارجية
- دودلي بروكس على موقع IMDb (الإنجليزية)
- دودلي بروكس على موقع ميوزك برينز (الإنجليزية)
- دودلي بروكس على موقع أول ميوزيك (الإنجليزية)
- دودلي بروكس على موقع ديسكوغز (الإنجليزية)